# Пролетарская улица (Звенигород)
Пролетарская улица — одна из центральных улиц города Звенигорода Московской области. Улица получила свое название в советское время.

## Описание
Пролетарская улица берет свое начало переходя из Депутатской улицы в районе моста через реку Москва и далее уходит в северном, а позднее в северо-восточном направлении. Заканчивается улица на пересечении с Нахабинским шоссе. Пролетарскую улицу пересекают улица Фрунзе, Московская улица, Почтовая улица и Соловьевская улица. По ходу движения с начала улицы справа примыкают Украинская улица, улица Комарова, Советская улица, Комсомольская улица, Пионерская улица, улица Пушкина, улица Гоголя, улица Белинского и улица Маяковского. По ходу движения с начала улицы слева примыкают улица Чехова и улица Герцена.
На всем своем протяжении Пролетарская улица является улицей с двусторонним движением транспорта.
Нумерация домов по Пролетарской улице начинается со стороны Депутатской улицы.
Почтовый индекс Пролетарской улицы города Звенигорода Московской области — 143180 и 143185.

## Примечательные здания и сооружения
- Вознесенский собор (Православный храм) — улица Московская, владение 2 А.
- Культурный центр имени Любови Орловой — улица Московская, владение 11[2][3].
- Музей «Назад в СССР» — Пролетарская улица, владение 11[4]. Музей — место с колоритом и атрибутами времен Союза Советских Социалистических Республик.
- Стелла «Населенный пункт Воинской доблести» — сквер на Советской улице.
- Государственное бюджетное учреждение здравоохранения Московской области «Одинцовская областная больница» (Стационар) — Пролетарская улица, владение 49.
- Станция «Скорой медицинской помощи» — улица Герцена, владение 13 А.
- Красногорский колледж (Звенигородский филиал) — Нахабинское шоссе, владение 15.
- Мемориал преподавателям и учащимся погибшим в Великой Отечественной войне и Афганистане — Нахабинское шоссе, владение 15 перед зданием колледжа.
- Звенигородский водоканал — пересечение улицы Ленина и Советской улицы.
- Городской парк культуры и отдыха — улица Чехова, владение 3.
- Мемориал Воину освободителю в честь подбеды в Великой Отечественной войне — сквер на пересечении Пролетарской улицы, Московской улицы и улицы Комарова.
- Муниципальное бюджетное учреждение дополнительного образования (МБУ ДО) Звенигородская детская музыкальная школа имени Сергея Ивановича Танеева — улица Фрунзе, владение 41. Свое название детская музыкальная школа носит в честь русского композитора, пианиста и общественного деятеля и педагога Сергея Ивановича Танеева, чье имя связано со Звенигородской землей. Композитор скончался в деревне Дютького Звенигородского района.
- Памятная доска (мемориал) Константину Ивановичу Макарову — На пересечении улицы Макарова, улицы Фрунзе и улицы Ленина. Одноименная улица названа также в честь путиловского рабочего и партийного Звенигородского деятеля Макарова, который первым при Советской власти осуществил вскрытие святых мощей.

## Транспорт
По Пролетарской улице осуществляется движение общественного транспорта. Здесь проходят городские автобусные маршруты № 10, № 13, № 23, № 23/51, № 25/51, № 51 и № 455.